# Ctenidium diminutivum
Ctenidium diminutivum là một loài Rêu trong họ Hypnaceae. Loài này được (Hampe) M. Fleisch. mô tả khoa học đầu tiên năm 1923.